# Butte

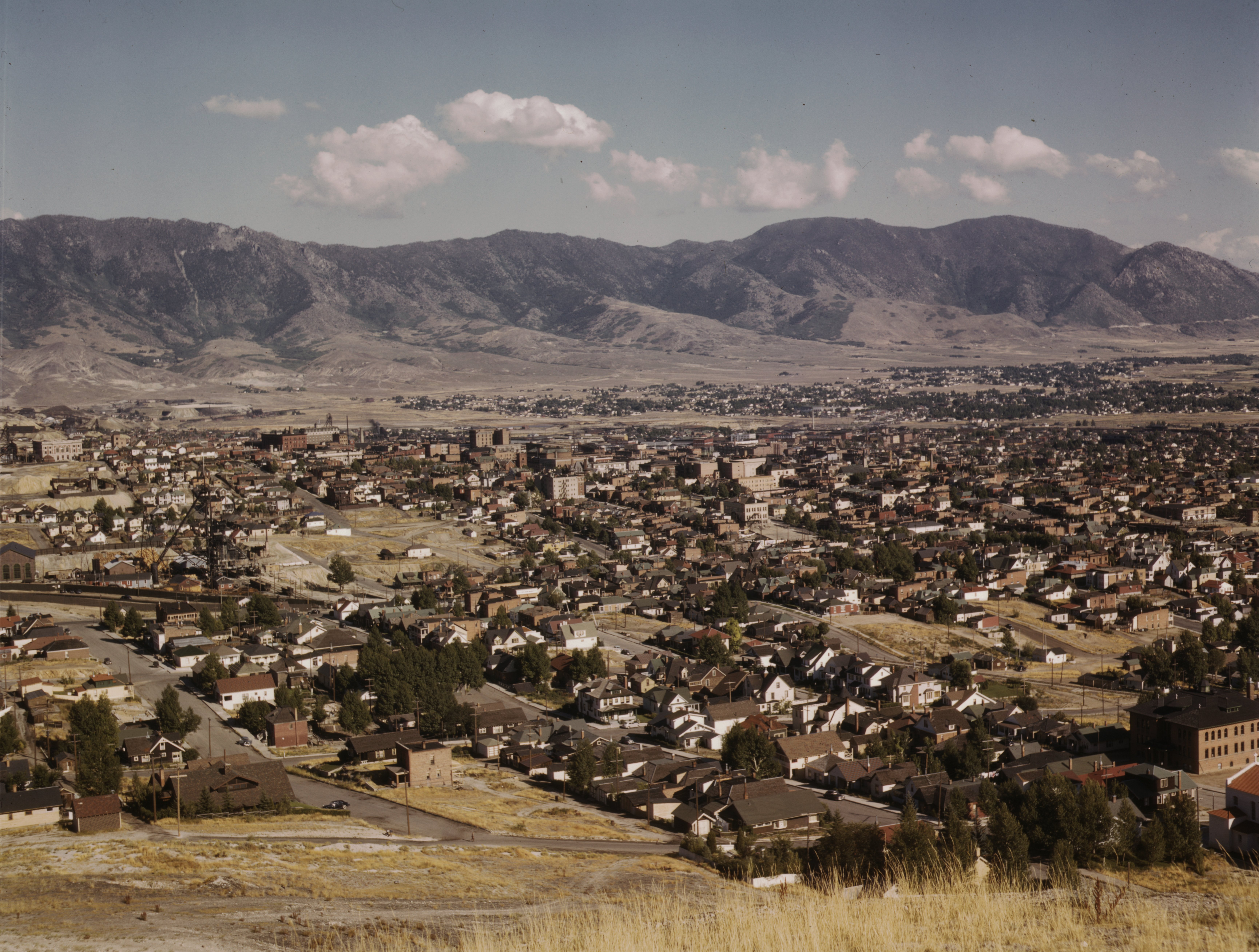
Butte 1942

Butte är en stad i Silver Bow County i delstaten Montana, USA. I slutet av år 2000 hade staden 33 892 invånare. Butte är administrativ huvudort (county seat) i Silver Bow County. 
Staden växte fram som en gruvstad, guldvaskning började här 1864, 1879 erhöll Butte stadsrättigheter. 1875 inleddes brytning av silvermalm, vilken dock upphörde 1893. 1882 började man bryta koppar i området och vid sekelskiftet 1900 kom hälften av USA:s kopparproduktion härifrån. Zink och bly har även brutits i gruvorna kring staden. Under 1900-talet flyttades själva malmutvinningen huvudsakligen till Anaconda och Great Falls.